# 仮装行列
仮装行列（かそうぎょうれつ）とは、平素とは異なる衣装を身につけ、大勢で行進することをいう。パレードの一種。

## 目的
- 観光用:大名行列を再現するなど、祭りの目玉として（時代行列）
- 体育祭などの余興
- 宗教的な祭礼の一環

## 仮装行列が行われていることで知られる祭り
- ハロウィン
- タイルーイ県ダーンサーイ（ダンサイ）郡のピーターコーン（英語版）
- メキシコの死者の日
- ドイツからハンガリーにかけてのクランプス
- 海との婚礼の祭典（イタリア語版、英語版）[1]
- イースター・パレード（英語版）[2]
- ザよこはまパレード（横浜開港記念みなと祭 国際仮装行列） - 毎年5月3日に開催（天候不良等で中止時は翌4日に順延[3]）され、山下公園前から伊勢佐木町6丁目までの約3.5kmを各種団体やフロート車が行進する。この模様は神奈川県域のローカル放送局・テレビ神奈川で毎年中継[4]される。また同局で5月下旬〜6月中旬頃（年によって異なる）にダイジェスト番組も別途放送される。
- 御堂筋パレード